# Parlamentswahl in St. Lucia 1957
Die Parlamentswahl in St. Lucia 1957 (englisch General elections) waren die sechsten Parlamentswahlen in St. Lucia.

## Wahl
Die Wahl fand am 18. September 1957 statt. Sieger war die Saint Lucia Labour Party, welche sieben der acht Sitze errang. Die Wahlbeteiligung lag bei 56,8 %.
| Partei                     | Stimmen | %    | Sitze |
| -------------------------- | ------- | ---- | ----- |
| Saint Lucia Labour Party   | 14.345  | 66.5 | 7     |
| People’s Progressive Party | 6.134   | 28.4 | 1     |
| Independents               | 1.103   | 5.1  | 0     |
| Invalid/blank votes        | 662     | –    | –     |
| Total                      | 39.147  | 100  | 8     |
| Registered voters/turnout  | 22.244  | 56.8 | –     |
| Source: Nohlen, PDBA       |         |      |       |